# Joseph Planche
 (juin 2019).
Si vous disposez d'ouvrages ou d'articles de référence ou si vous connaissez des sites web de qualité traitant du thème abordé ici, merci de compléter l'article en donnant les références utiles à sa vérifiabilité et en les liant à la section « Notes et références ».
Joseph Planche (Ladinhac, 8 décembre 1762 - Paris, 19 mars 1853) est un latiniste et helléniste français.

## Vie
Né le 8 décembre 1762 à Ladinhac dans le Cantal, il fut élève (1779-1780) puis professeur (1784-1788) et directeur (1788-1794) du petit collège Sainte-Barbe de banlieue, jusqu’à sa fermeture. Pendant la période révolutionnaire, il essaie longtemps de maintenir à Gentilly, en petit comité, les activités de l’illustre collège.
Avec l’abbé Gondouin et Parmentier, il relève Sainte-Barbe, quand il rouvre rue Neuve-Sainte-Geneviève, en l’an V, et se consacre à sa bonne gestion, mais ne tarde pas à retourner à l’enseignement dans les années 1800.
Professeur de 3e suppléant, puis titulaire, puis enfin professeur de rhétorique au Collège de Bourbon puis Bonaparte, il eut notamment pour élèves Sainte-Beuve, Falloux, Morny…
Il devint sous-bibliothécaire (1831-1834), conservateur-adjoint (1834-1844) puis enfin conservateur et administrateur (1844-1846) de la bibliothèque de la Sorbonne.
Philologue et lexicographe, il travailla sur des œuvres littéraires en tant qu’auteur mais aussi éditeur scientifique, préfacier et traducteur.
Il est mort le 19 mars 1853 à Paris.
Il est fait chevalier (1828) puis officier (1846) de la Légion d’honneur.
Il n’a pas de lien de parenté avec le célèbre critique Jean-Baptiste-Gustave Planche (1808-1857).